# Richland (Kansas)
Pour les articles homonymes, voir Richland.
Richland est une ville fantôme du Comté de Shawnee au Kansas.

## Historique
La ville a été fondée en 1854, et en 1857 un bureau de poste a été ouvert et une école est construite. Richland se trouve au centre d'une riche région agricole. Dans les années 1870 Richland est desservi par une voie de chemin de fer, dont l'exploitation s'est arrêtée en 1894. Le bureau de poste a fermé en 1969.
C'est la ville de naissance de Georgia Neese Clark Gray, première femme trésorière des États-Unis.